# 静岡県道190号塩出尾崎線
静岡県道190号塩出尾崎線（しずおかけんどう190ごう しよでおさきせん）は、静岡県富士宮市内を通る一般県道である。

## 概要

### 路線データ
- 起点：静岡県富士宮市内房字塩出（静岡県道192号宍原塩出線交点）
- 終点：静岡県富士宮市内房字尾崎（静岡県道10号富士川身延線・静岡県道75号清水富士宮線交点）

## 沿革
- 1960年（昭和35年）4月1日 - 認定[1]

## 地理

### 通過する自治体
- 静岡県富士宮市

### 接続する道路
- 静岡県道192号宍原塩出線（起点：富士宮市内房字塩出）
- 静岡県道10号富士川身延線・静岡県道75号清水富士宮線（終点：尾崎北交差点）